# A Descendência do Homem e Seleção em Relação ao Sexo

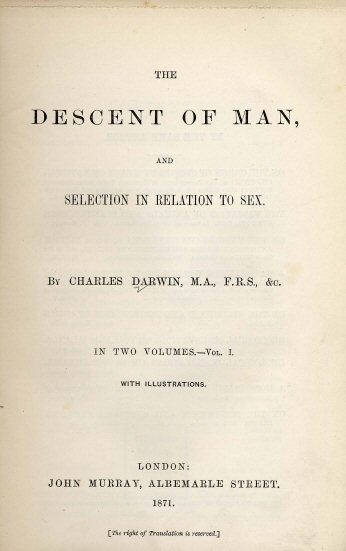
Capa da primeira edição

“A Descendência do Homem e Seleção em Relação ao Sexo”, é um livro do naturalista inglês Charles Darwin, que teve sua primeira edição publicada por John Murray, em 24 de fevereiro de 1871 no Reino Unido. A obra disserta sobre a teoria evolutiva, aplicando teorias importantes de Darwin como a seleção sexual e seleção natural. Além disso, o livro discute suas questões fazendo interfaces com diferentes áreas, incluindo psicologia evolucionista, ética evolutiva, musicologia evolutiva, diferenças entre raças humanas, diferenças entre sexos, o papel dominante das mulheres na escolha do parceiro e a relevância da teoria evolutiva para a sociedade.

## Conteúdo do livro
Publicada inicialmente em dois volumes em 1871, a "Descendência do Homem" trata de dois tópicos: a descendência ou origem do homem a partir de outras espécies, não sendo ele, portanto, uma criação especial; e o processo de seleção sexual, que ocorre, para Darwin, paralelamente ao processo de seleção natural. O plano inicial era que a obra consistisse em três partes, sendo a terceira sobre a expressão das emoções, mas esta acabou se separando e se tornando um livro independente publicado no ano seguinte. Na segunda edição da obra (1874), os três últimos capítulos, sobre a seleção sexual no ser humano, são separados como uma terceira parte do livro. No entanto, algumas reedições da obra tomam por base a primeira edição, devido ao hábito de Darwin de fazer revisões excessivas em resposta à crítica. Abaixo são resumidas as teses de Darwin sobre os dois grandes tópicos do livro.

### Descendência do homem

Uma das muitas caricaturas feitas retratando Darwin como macaco, satirizando sua crença no parentesco do ser humano com este animal. Publicada na revista The Hornet em 1871.

Na primeira parte da obra, a tese central de Darwin é que o homem descende de uma forma de vida menos organizada. Suas evidências provém da embriologia e da anatomia comparadas, por meio das quais observa as semelhanças entre as estruturas presentes no ser humano e em outras espécies de mamíferos. Disto conclui que todos esses seres devem descender do mesmo progenitor. O meio pelo qual se deu a evolução do homem é o mesmo que se aplica às outras espécies, ou seja, a seleção natural. O homem, como os outros animais, apresenta variações individuais herdáveis em seus caracteres físicos e mentais; como a população cresce mais rapidamente que seus meios de subsistência, os indivíduos precisam lutar por sua existência, ocorrendo a seleção natural. A partir destes princípios, Darwin descreve como imagina a evolução dos animais: dos Quadrumana (antiga classificação para alguns primatas, que incluiria um ancestral dos seres humanos) a um marsupial primitivo, e daí a um animal semelhante a um réptil ou anfíbio, chegando por fim, a outro semelhante a um peixe.
Darwin responde a objeções que buscam defender a excepcionalidade do homem apontando o quanto se diferencia dos outros animais pelas capacidades intelectuais, pela disposição moral e pela crença em Deus. Com relação às capacidades intelectuais, elas também são caracteres herdáveis e sujeitos à variação, de modo que a sobrevivência dos organismos mais inteligentes pode ser favorecida em um processo de seleção natural, seja no homem ou em outros animais. Algo semelhante é dito da disposição moral, que deriva essencialmente dos instintos sociais, especialmente da simpatia. Como esses instintos favorecem a sobrevivência dos grupos animais, devem ter sido adquiridos por seleção natural. Já a crença em Deus não pode ser usada como um diferenciador do ser humano em relação a outras espécies porque sequer é algo inato ou instintivo, não sendo compartilhado por todos os membros da espécie.

### Seleção sexual
Para Darwin, a seleção sexual é um mecanismo distinto da seleção natural (que dizia respeito especificamente à sobrevivência). Mais modernamente, a seleção sexual é vista como uma faceta da seleção natural. A seleção sexual se refere ao sucesso de alguns indivíduos sobre outros do mesmo sexo em assegurar a produção de descendentes. Ela se dá tanto por meio da disputa entre rivais (geralmente machos) por território e acesso aos membros do sexo oposto (geralmente as fêmeas) quanto por meio da disputa pela atenção dos membros do sexo oposto, que escolhem os indivíduos que mais lhes agrada. A atuação de um mesmo princípio em diferentes grupos animais explica a uniformidade que se observa nas diferenças sexuais em diversas espécies. Darwin nota que, embora em animais mais simples a seleção sexual não tenha produzido efeitos significativos (pois muitos são animais sésseis ou que não apresentam diferenciação sexual), os efeitos deste tipo de seleção são enormes entre os artrópodes e vertebrados. O autor observa que diferentes espécies seguem em larga medida o mesmo padrão: os machos precisam chamar a atenção das fêmeas e disputar com seus rivais; eles são maiores e mais fortes que as fêmeas, frequentemente mais adornados, coloridos, ou dotados de glândulas odoríferas específicas e órgãos capazes de produzir emissões vocais características. Os caracteres chamativos do sexo masculino se desenvolvem gradualmente, à medida que os machos que possuem os caracteres mais salientes são preferidos pelas fêmeas. O dimorfismo sexual resultante pode ser exemplificado com o caso do faisão-argus (Argusianus argus), que usa suas asas, que parecem adornadas com olhos, para atrair as fêmeas. O autor nota que a ideia de que as fêmeas de outras espécies tenham padrões de gosto tão semelhantes aos nossos pode gerar resistência, mas observa que as células nervosas de todos os vertebrados evoluíram a partir de um ancestral comum, de modo que não é estranho que possuam funções semelhantes e, assim, sejam excitadas pelos mesmos estímulos.

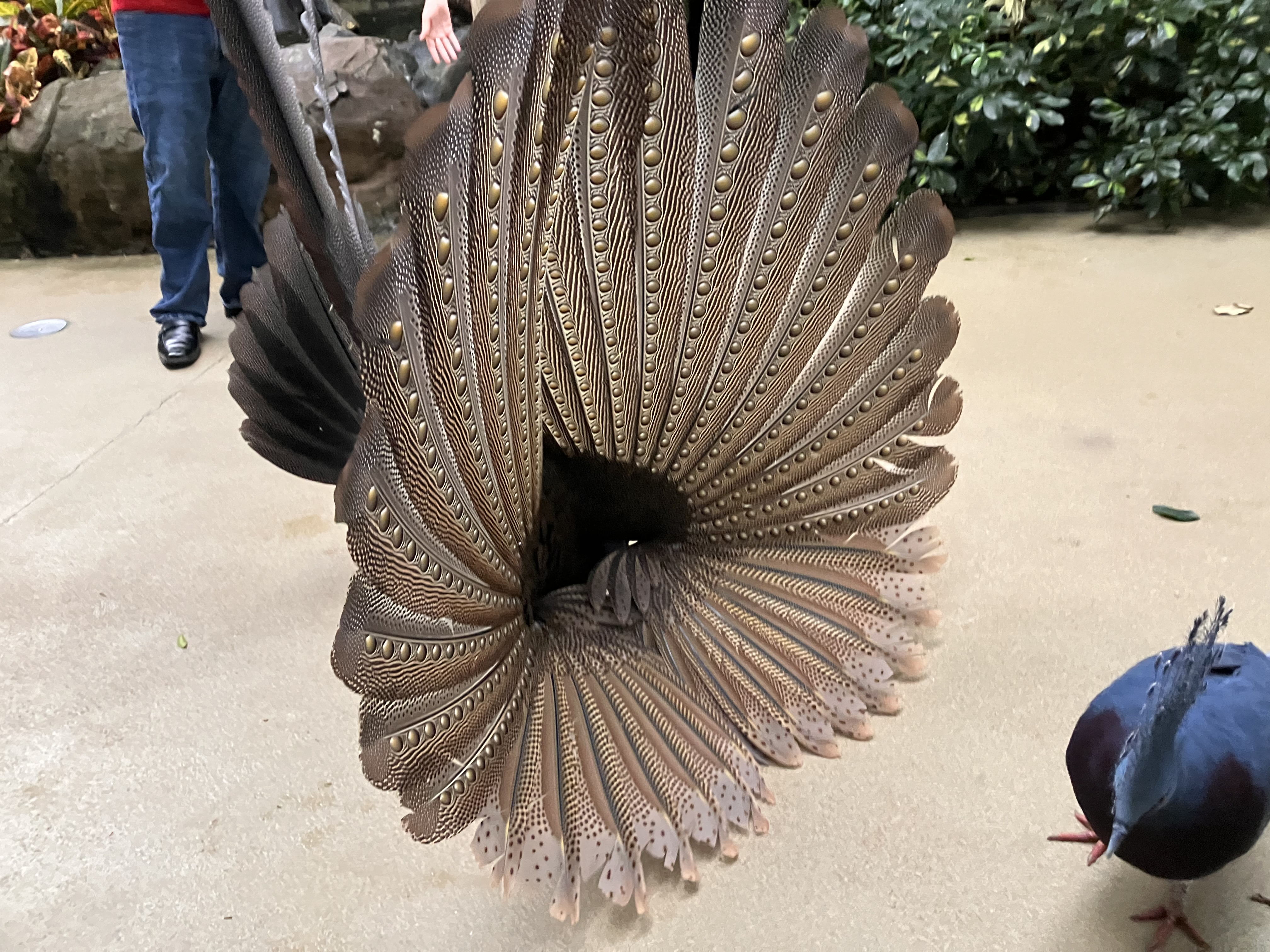
Macho de faisão-argus exibindo suas asas. Darwin teorizou que o padrão semelhante a olhos seria produzido por seleção sexual, para atrair as fêmeas.

Darwin sustenta que os efeitos da seleção sexual que se passaram com os demais vertebrados também ocorreram ao ser humano. Assim, os homens se tornaram maiores, mais fortes, mais corajosos e combativos que as mulheres. Alguns efeitos mais específicos, como o surgimento da barba nos homens e a redução dos pelos nas mulheres, também teriam resultado da seleção de caracteres mais atraentes para o sexo oposto. A redução dos pelos nas mulheres teria ainda sido herdada por ambos os sexos, ocasionando a diminuição dos pelos na espécie em geral. O autor afirma também que essas mudanças devem ter sido produzidas em um passado remoto, em que o homem se guiava mais por suas paixões e menos pela razão, sendo esta uma época mais propícia para a ação da seleção sexual.

## Recepção atual

### Percepções de Darwin em "Descendência do Homem" reforçadas pela ciência contemporânea
A obra de Darwin, "Descendência do Homem", completou 150 anos de sua publicação em 2021, o que levou a uma retomada da obra a partir do olhar, principalmente, das ciências naturais contemporâneas. Nesse sentido, o trabalho de Richerson, Gavrilets e Waal, levanta os três principais tópicos que se referem a contribuições da obra reafirmadas pela ciência atual: que os humanos são descendentes de uma forma orgânica preexistente; que a cultura foi importante para a evolução humana; e que a cooperação humana e moral evoluíram tendências de ajuda mútua e sacrifício.
O primeiro tópico desmistifica um distanciamento radical entre a existência humana e a existência de outros animais. A evolução humana tem um ponto em comum com outras espécies. Darwin, nesse sentido, coloca que entre seres humanos e outras espécies existe mais um distanciamento quantitativo que qualitativo. Dessa forma, Darwin desmistifica uma série de rupturas aparentemente incontornáveis entre humanos e outras animais, como a fabricação de ferramentas, a aprendizagem cultural e imitação, a empatia e pró-sociabilidade, o planejamento e previsão, a memória episódica e a metacognição.

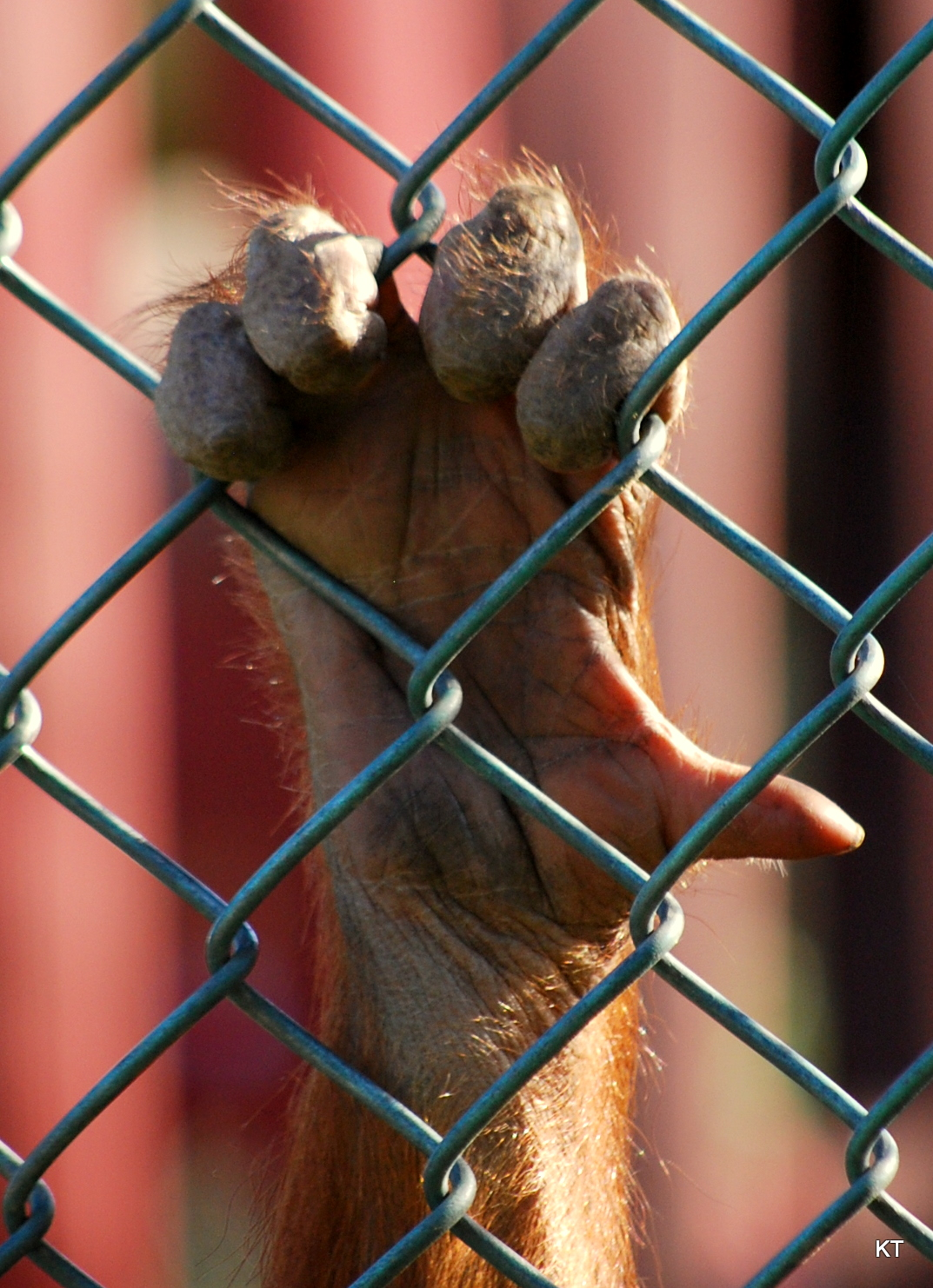
Mãos de macacos - anatomia que não proporciona precisão nos movimentos.

A antropologia oriental, nesse sentido, com o trabalho de Kinji Imanishi, reconhece em outros animais a transmissão de hábitos e de conhecimentos. A cultura não seria, dessa forma, uma ruptura entre animais não humanos e humanos. O que configura um salto da espécie humana em relação a outras diz respeito mais ao grau de complexidade dessa cultura e sua forma de transmissão.

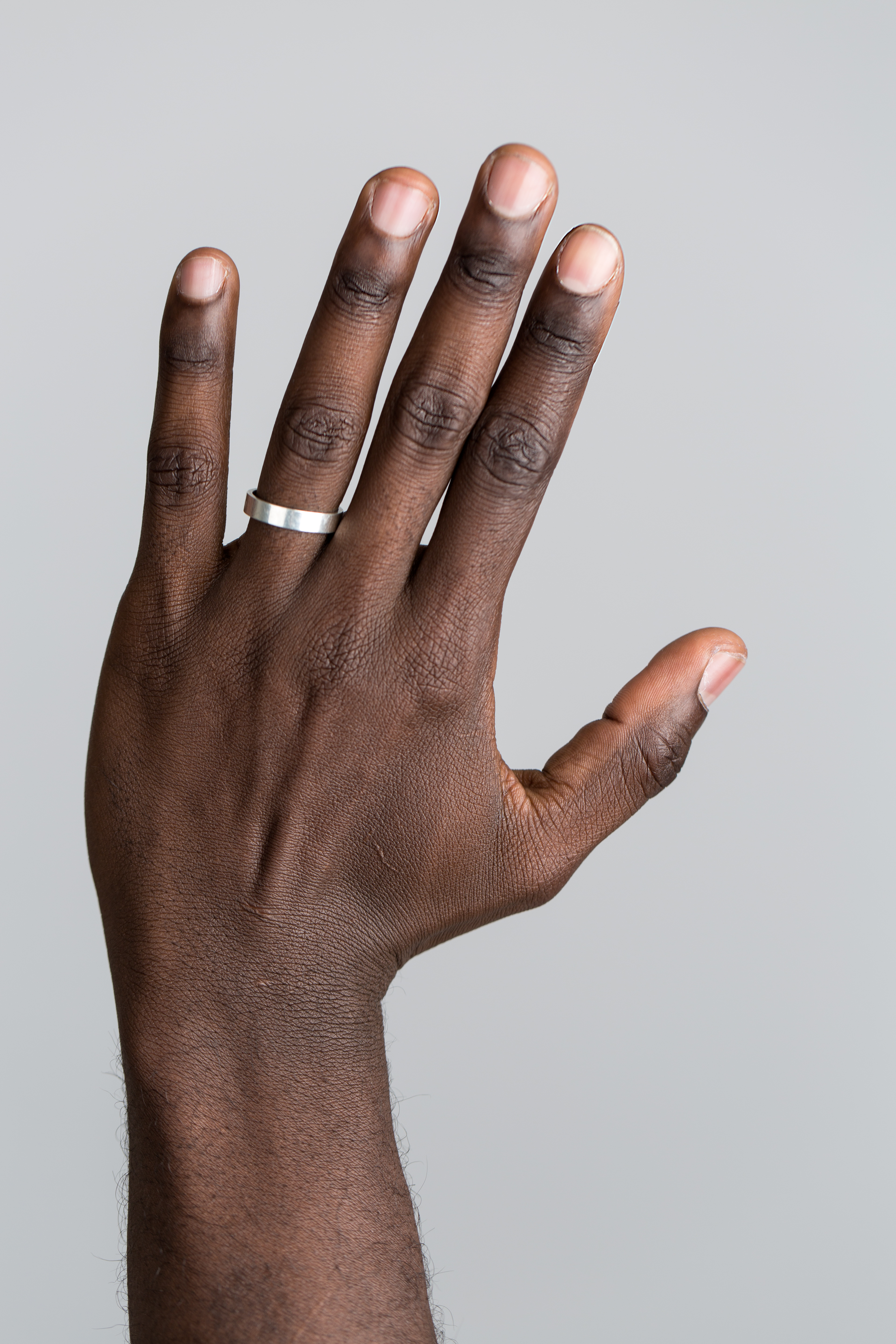
Mãos humanas - cuja anatomia possibilita precisão nos movimentos.

Questiona-se, porém, por que esse salto quantitativo da espécie humana no que diz respeito à cultura. Este teria a ver com a dependência humana da cultura para sua adaptação ao ambiente. Os processos de cooperação, por exemplo, parecem ser mais essenciais à sobrevivência humana que a outras espécies; e essa dependência específica contribui para o desenvolvimento de uma série de outras habilidades, como por exemplo a linguagem, essencial na complexificação da cultura. Pode-se dizer assim que o ser humano precisa do fator social e de cooperação para sua sobrevivência, e essa necessidade estimula, como em um ciclo, o desenvolvimento cultural humano. A cooperação humana foi um tema estudado por diversos antropólogos, dentre eles Kropotkin, que refuta com isso a noção de uma competição por uma seleção natural dos mais aptos: a sobrevivência humana se daria muito mais por uma propensão à cooperação do que pela competição.
As características desenvolvidas pelo ser humano que podem ser elencadas como resultado de uma alta dependência à cultura são: o desenvolvimento da linguagem, o bipedismo, a reprodução cooperativa, a culinária, modelos de transmissão da cultura, a seleção sexual para grandes cérebros etc.
Uma das explicações para o salto na evolução humana em relação a outras espécies com uma boa aceitabilidade na atualidade é a de que desenvolvemos mãos precisas o suficiente para a construção de ferramentas. O desenvolvimento manual das ferramentas seria um incentivador do crescimento do cérebro humano, conduzindo-nos a um caminho evolutivo que tende ao desenvolvimento da cultura.
Ainda em relação a importância da cultura para a evolução humana, a moralidade, as instituições e as normas sociais vão ser elencadas por Darwin como de grande importância: são essas formas de organização humana que sobrepõem os interesses sociais aos individuais e possibilitam a continuidade da espécie humana.

### Seleção sexual e avanços científicos
Desde a publicação de “A Descendência do Homem e a Seleção em Relação ao Sexo”, muitas descobertas foram feitas e críticas foram tecidas a respeito de como a visão pessoal de Darwin e de outros homens da época sobre “gosto” e beleza enviesou sua teoria de forma machista.
Para além disso, pesquisas que comprovaram que quase tudo pode ser um mecanismo para a escolha do parceiro de acasalamento, inclusive faculdade mental, contradizem a teoria de que a seleção sexual se daria de forma majoritariamente morfológica. E, vale ressaltar que outro avanço importante foi identificar que muitos dos parâmetros para escolha de parceiros não evoluíram devido a seleção sexual mas sim por necessidade em outros contextos. A preferência por determinadas cores em parceiros, por exemplo, pode ser um reflexo da evolução de determinados sensores de cor para alimentação ou segurança. No entanto, há casos em que isso pode ser prejudicial, o que pode ser chamado de conflito sexual, nesses casos, sensores desenvolvidos para predação ou busca por alimento se confundem e são levados à machos da mesma espécie, relação essa que é benéfica apenas para o macho, o qual atrai a fêmea sem grandes esforços, mas é prejudicial à fêmea que acaba por ter sua atividade de busca postergada por uma confusão sensorial.

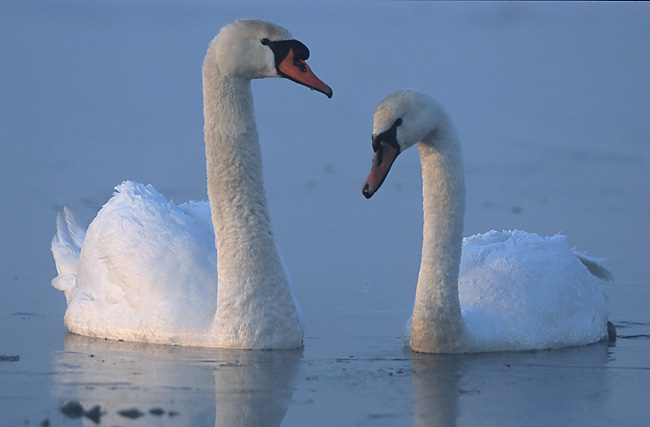
Cisnes - famoso exemplo de espécie monogâmica, embora isto não exclua por completo o acasalamento fora do casal principal.

Ademais, o processo de acasalamento não é uma escolha unilateral mas, sim mútua e que pode ocorrer diversas vezes na vida, de modo que mesmo em espécies monogâmicas, um terço da prole não é do parceiro “escolhido”. A escolha de parceiros que já acasalaram pode ocorrer com base no conhecimento da prole do mesmo, a qual, se for saudável e bela, demonstra o quão benéfico seria acasalar com um dos progenitores, sendo essa uma dentre as muitas construções sociais envolvidas na escolha para o acasalamento. Além de social, no entanto, nas escolhas também são ponderadas possíveis perigos ao bem estar que um determinado parceiro pode causar, como doenças que podem ser transmitidas ao indivíduo e, consequentemente, à prole.

### Darwin e a questão racial: escola craniométrica, seleção natural e eugenia
A pesquisa do então doutorando Anderson Ricardo Carlos, publicada em forma de artigo na revista Filosofia e História da Biologia, trata de alguns debates “polêmicos” acerca da obra "Descendência do Homem". Dentre os três temas elencados, estão “A escola craniométrica e a hierarquia de raças e civilização” e “A seleção natural no âmbito humano e os movimentos eugênicos”. A intenção do pesquisador foi trabalhar com trechos do texto original de Darwin e analisá-lo à luz do contexto histórico em que se insere. Aparecem em seu artigo um Darwin declaradamente abolicionista, mas ainda crente na civilidade do imperialismo britânico; a apropriação de sua teoria pela sociologia positivista; e a relação intelectual de Darwin com seu meio-primo, Francis Galton, que cunha o termo eugenia. Dessa maneira, o texto de Carlos não busca dar uma face neutra a Darwin e a sua produção teórica, mas demonstrar que o autor, ainda que abertamente anti escravista, fez jus em "Descendência do Homem" a sociedade vitoriana e colonial.

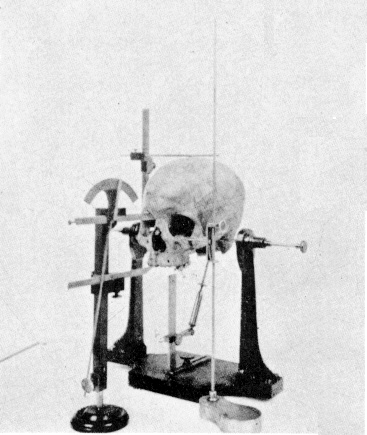
Craniometria - subdivisão da antropologia que estuda as características do crânio humano e cuja história foi fortemente marcada pela eugenia e pelo racismo.

O primeiro texto, “A escola craniométrica e a hierarquia de raças e civilização”, trata de um Darwin que discorda rigorosamente da escola craniométrica que busca afirmar hierarquias raciais e de gênero com base no tamanho do crânio humano; defende abertamente a abolição da escravidão; mas também evidencia uma noção de evolução civilizacional representada em seu ápice pela Inglaterra.
Darwin refuta com rigor metodológico diversos estudos, com base na medida craniana, que implicam numa diminuição dos negros na escala civilizacional, e no rebaixamento intelectual das mulheres. Boa parte de "A Descendência do Homem", coloca Carlos, é dedicada a provar que não existem diferentes espécies humanas (uma negra, outra branca), e que características delineadas como unicamente humanas podem ser encontradas em outras espécies em graus de complexidade inferiores - o que demonstra que existe um ancestral comum. Essa defesa é fundamental na obra, mas significava propor uma igualdade fundamental entre os seres humanos, sem distinção de origem entre um grupo étnico e outro. Ainda, em diversos trechos pontuados do autor, o regime escravista é condenado e as evidências sobre as barbáries da escravatura escandalizadas, de modo que Darwin tornou-se alvo de conservadores religiosos que o relacionavam a socialistas e revolucionários.

Contudo, esse posicionamento não isenta Darwin de demonstrar um apreço à cultura britânica como aquela de maior grau e desenvolvimento. Carlos demonstra, levantando diversos trechos do capítulo sete de "A Descendência", capítulo em que Darwin trata da questão racial e que sofre maior número de críticas, a manifestação da crença de superioridade civilizacional da comunidade inglesa em relação aos povos “selvagens”. Essa mesma crença o leva a descrever o imperialismo britânico como bem sucedido, e associa a seleção natural a grupos sociais: 
O notável sucesso dos ingleses como colonizadores, em comparação com os resultados alcançados pelas outras nações europeias, êxito este bem ilustrado pela diferença do progresso alcançado pelos canadenses de origem inglesa e pelos de origem francesa, tem sido atribuído a sua arrojada e persistente energia, mas quem pode dizer como teriam os ingleses adquirido essa energia? Parece ser verdadeira a crença de que o 150 espantoso progresso dos Estados Unidos, assim como o caráter de seu povo, seja resultado da seleção natural, já que os mais enérgicos, incansáveis e corajosos homens de todas as partes da Europa emigraram durante as últimas dez ou doze gerações para aquele grande país, onde acaba por obter êxito.
Em outra seção do artigo, chamada “A seleção natural no âmbito humano e os movimentos eugênicos”, Carlos coloca em questão a relação da teoria darwiniana com o darwinismo social e a sociologia positivista. Sociólogos tomam a teoria da evolução de Darwin como uma teoria que poderia ser universalizada e transposta de uma teoria da evolução biológica para uma teoria da evolução social, pautada na ideia de “seleção natural dos mais aptos”. Herbert Spencer (1820-1903) seria o sociólogo de maior peso nessa frente, que se utiliza da teoria de  Jean-Baptiste de Lamarck (1744-1829) em conjunto com a de Darwin para defender o processo evolutivo como uma lei universal que não rege apenas organismos, mas rege todo a organização social. O autor foi associado ao que se popularizou, na América, como darwinismo social.
A apropriação spenceriana tem desdobramentos graves, e sua teoria é utilizada como justificativa para a dominação de um grupo social sobre o outro, geralmente associado a diferenças étnicas. Em "Hereditary Genius", Francis Galton (1822-1911) faz também uma transposição da noção de seleção natural e sobrevivência do mais apto para o meio social, dizendo que a sobrevivência do mais apto leva ao desenvolvimento e progresso civilizacional. Além disso, em sua obra fica evidente que há uma hierarquização pelo grau civilizacional que tem como régua a própria sociedade vitoriana. Diversas dessas ideias aparecem na obra "A descendência do Homem", principalmente no que diz respeito a superioridade civilizatória britânica, e Darwin cita Francis Galton de maneira elogiosa na mesma obra.

## Darwin e a psicologia

### Influência sobre o cognitivismo
Em sua obra, Darwin deu destaque à ideia de que as fêmeas que eram as responsáveis por executar a escolha sobre o acasalamento, e ressaltou que a explicação para tal escolha se dava pelo “gosto natural das fêmeas pelo belo”, de maneira que os machos desenvolvem características que apelam para a percepção feminina de beleza. A explicação de “gosto pelo belo” foi tida por muitos intelectuais como insuficiente, e nos últimos 40 anos, o foco de estudo deixou de ser o desenvolvimento das características nos machos, e passou a se indagar sobre quais são os fatores que levam a percepção de beleza na fêmea, partindo do estudo do cérebro e da influência deste no desenvolvimento das características masculinas, olhando não só para o contexto do ambiente ecológico nos qual os estímulos são recebidos, mas também para o espaço neural, onde eles são processados.
A pesquisadora M. E. Cummings ao realizar um estudo com peixes da família Embiotocidae - “Surfperchs” - constatou que esses animais possuem uma sensibilidade nos fotopigmentos, e que com isso os machos consequentemente desenvolveram cores que exploram essas capacidades sensoriais, para atrair as fêmeas.

Os órgãos sensoriais funcionam desta maneira como forma de acesso aos estímulos, entretanto existem critérios rigorosos para que os estímulos sejam analisados com mais atenção pelo cérebro, uma vez que é a forma como estes são percebidos que desencadeará as decisões de acasalamento. Desta forma, como as percepções cerebrais ocorrem de maneira distinta mesmo entre indivíduos de mesma espécie, pode-se constatar que a seleção de um parceiro pode ocorrer de formas inconstantes.  Um exemplo desta inconstância dentro da seleção sexual, é observado em um estudo realizado com uma linhagem de peixes guarus ou guppies, em que os pesquisadores notaram que
“As fêmeas exigentes de cérebro grande e as não exigentes de cérebro pequeno exibiram um conjunto semelhante de genes diferencialmente expressos no teto óptico, onde ocorre a integração de estímulos visuais. No telencéfalo, onde se pensa que as decisões sociais são tomadas, no entanto, as fêmeas exigentes e as não exigentes diferiam na sua expressão genética. Assim, a diferença nas preferências entre estas duas linhas não se deve à forma como as mulheres percebem os homens, mas nas decisões que tomam com base nestas percepções semelhantes”
Desta maneira, ainda que as percepções sensoriais fossem iguais, ocorria diferença na escolha sexual, que estava atrelada a decisão tomada no hardware cerebral. Através destes estudos, percebe-se que a seleção sexual se dá de maneira muito mais complexa do que apenas através da procura e gosto pela beleza estética, mostrando que 150 anos após a publicação de “A Descendência do Homem e Seleção em relação ao sexo” ainda são necessários grandes estudos em relação a como se dá este mecanismo de seleção.
Sob esta perspectiva, o cognitivismo busca dar base a estes estudos de maneira que uma vez que se compreende a importância do cérebro na tomada de decisões, se entende de maneira subjacente que para que as preferências femininas evoluam, deve haver mudanças no hardware cerebral destes seres. A visão cognitivista aprofunda desta maneira aquilo que foi introduzido por Darwin, indagando-se também sobre a ideia de “preferências estritas” - isto é de que todas as propriedades para a escolha de um parceiro sexual são reduzidas a um único valor de preferência - uma vez que na realidade as fêmeas realizam a comparação entre vários fatores dos machos, e comparam os estímulos para assim realizar sua escolha levando em conta fatores múltiplos e não um estímulo com preferência estrita.

Desta forma estas escolhas se dão com base na racionalidade e podem ocorrer de duas maneiras: por transitividade - A é melhor do que B, B é melhor do que C, logo A é melhor do que C - ou regularidade em que a preferência entre A e B é independente da existência de uma opção inferior C. Desta maneira, percebe-se que a racionalidade pode pautar a tomada de decisões. Entretanto, observamos nos animais violações de transitividade ou de regularidade constantes, com isso notamos que o processo de seleção é multifacetado e depende dos contextos ambientais, genéticos, hormonais e neurais da fêmea. Não podendo ser superficializado conforme está na obra apenas em “gosto natural”, as mulheres, portanto, nem sempre apresentam preferências rigorosas, não precisam aderir a regras racionais e podem ser motivadas por preferências como o próprio prazer hedonista.

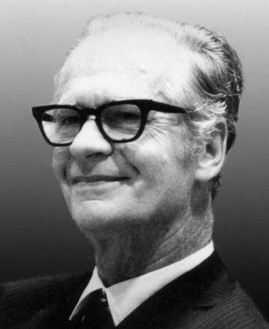
Burrhus Frederic Skinner

Articulando as teorias de Darwin com o cognitivismo, percebe-se a grande importância que o estudo do naturalista tem nas questões sobre comportamento e cognição humana, uma vez que procurar entender como a fêmea opta por seus parceiros não seria possível se há 150 anos o autor não tivesse destacado a presença da seleção sexual. Essa influência ainda adentra as questões comportamentais, uma vez que a visão selecionista reflete sobre outros teóricos, como Skinner, que destaca a seleção comportamental  por consequência, visando olhar sobre contingências de sucesso e probabilidades. Skinner analisa, entretanto, o comportamento através de três fatores: o filogenético - relacionado ao processo da seleção natural - a ontogênese - tida como os comportamentos individuais do indivíduo - e a cultura - comportamentos coletivos enquanto grupo social.
Com isso, percebe-se que Skinner é visto como “Darwin da Ontogênese” uma vez que da mesma maneira em que é necessário variações genéticas para os processos de seleção natural, são necessárias variações comportamentais para que haja a seleção por consequências de comportamentos vantajosos ao indivíduo. Além disso, ainda que Darwin não desenvolva desta forma, sua ideia de seleção sexual na obra trabalhada pode ser analisada sobre um viés de verificação de sucessos de reprodução sexual por parte dos machos para que haja o desenvolvimento de características atrativas, com isso a análise de contingências também encontra-se presente. 
Desta maneira, nota-se como os estudos de Darwin em sua obra posteriormente foram ampliados em diversas vertentes para se compreender as questões iniciadas por ele, sobre diferentes óticas e com todo o apoio tecnológico e teórico que se possui 150 anos depois. 

### Influência sobre Freud
Apesar de as referências diretas de Sigmund Freud a Charles Darwin totalizarem apenas dezesseis, o pensamento e o método do naturalista inglês para investigar o passado originário da espécie humana foi decisivo para a construção de conhecimento na psicanálise. Somado a isso, naturalmente, o modelo de ciência que Freud tinha em mente era muito próximo daquele pretendido pela teoria darwiniana, algo que poderá ser entendido como uma certa “investigação materialista da psique amparada numa hermenêutica naturalista”. Se Darwin irá se valer de registros fósseis e em dados morfológicos, embriológicos, geográficos e muitos outros presentes nos organismos modernos, Freud irá, em certo grau, pensar uma investigação que também possa ser munida dessas ferramentas, ainda que ele priorize os resultados presentes da dinâmica evolutiva. Consequentemente, investigar a epistemologia por detrás do pensamento de Darwin trata-se de um questão fundamental para inferir até que ponto a psicanálise freudiana teve seus conceitos influenciados pela ciência de Darwin. 

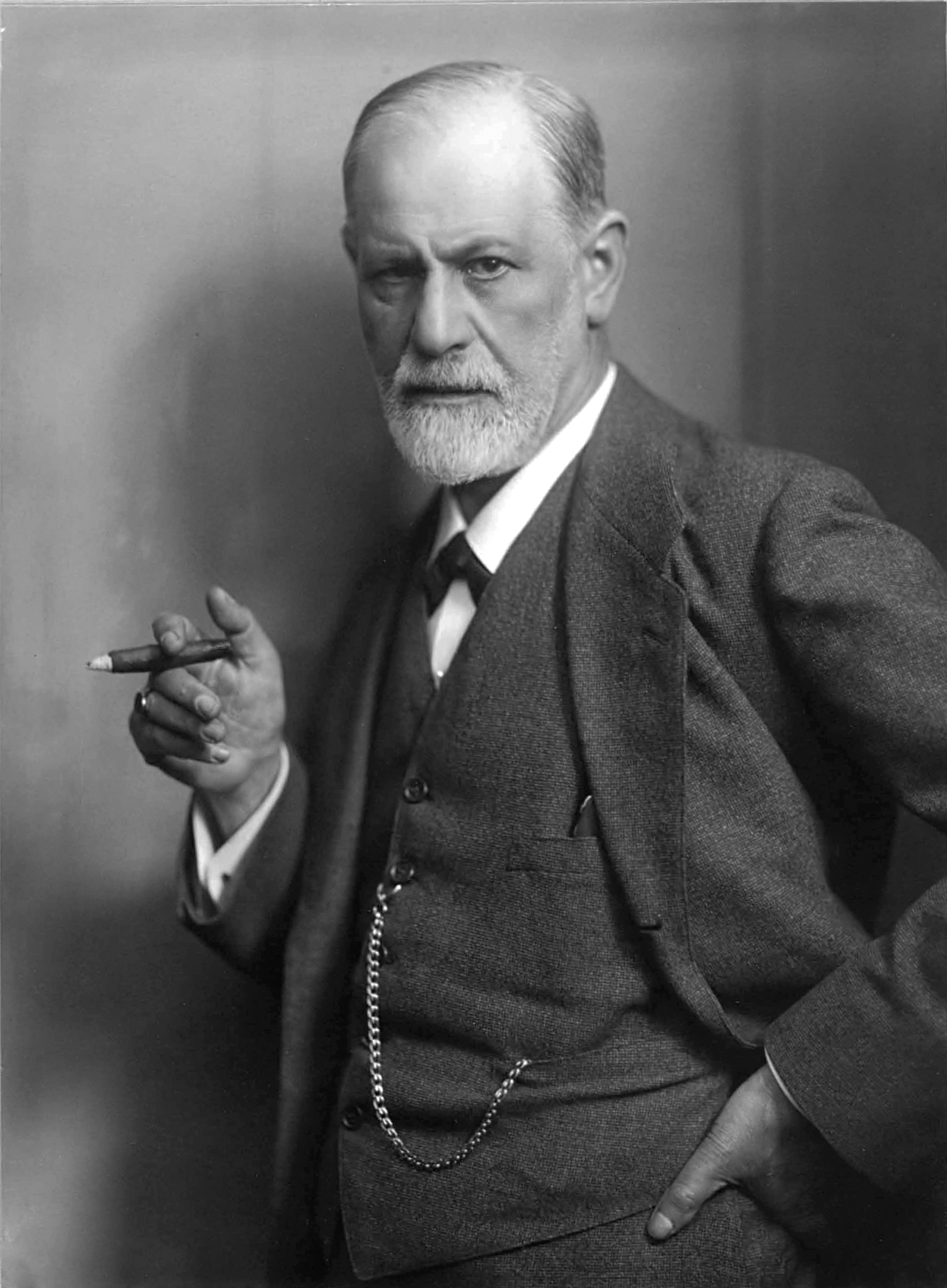
Sigmund Freud

Nesse sentido, por exemplo, Freud irá se valer da noção desenvolvida por Darwin de “tempo primitivo”, muito presente em “A Descendência do Homem e Seleção em Relação ao Sexo” e que diz respeito a um processo ancestral no qual o ser humano teria desenvolvido seus comportamentos, bem como do exercício especulativo em relação ao passado humano, praticado por Darwin em seu texto, para construir diversos conceitos psicanalíticos. Um exemplo deles seria a ideia de um “mito científico” segundo o qual a estrutura do Complexo de Édipo, basilar para a teoria de Freud, teria aparecido em uma época originária e permanecido, de algum modo, até então. Portanto, ao salientar a importância de uma “investigação histórica da espécie humana” e de seu estado social para a construção do conhecimento na psicanálise, além de respaldar seu modo de especular o passado no do naturalista britânico, Freud confere extremo valor e importância a essas ideias de Darwin. 
Não obstante, outro momento no qual a influência de Darwin se verifica claramente na obra de Freud é em sua investigação psicopatológica da histeria. Isso porque ele, juntamente com Josef Breuer, detém-se para uma perspectiva dinâmica e econômica para o funcionamento afetivo da espécie humana, ideias desenvolvidas principalmente em “A Expressão das Emoções no Homem e nos Animais”, livro no qual Darwin fará conjecturas acerca dos padrões de comportamento da espécie e suas alterações ao longo da história. Assim, foi somente a partir de Darwin que Freud e Breuer pensaram uma etiologia do transtorno histérico que pudesse se relacionar com o passado da espécie.  

Por fim, o psicanalista, em alguns momentos irá além, afirmando que “o indivíduo não só repete a pré-história da humanidade como também recapitula a evolução dos seres vivos” [...]; “não só a filogênese é repetida abreviadamente como também a biogênese”. Assim, sua proximidade com Darwin, além de muitas outras coisas, também irá derivar da possibilidade de atribuir uma ascendência animal do homem de modo drástico, o que não irá implicar apenas em estruturas físicas, tais como ossos, órgãos e dentes, mas também significará uma noção de que aspectos psicológicos e comportamentais, como emoções, inteligência, senso moral e linguagem também seria resultado de causas evolucionistas:   

“[...] a diferença mental entre o homem e os animais superiores, por maior que seja, é certamente de grau e não de gênero [...] os sentidos, as intuições, as várias emoções e faculdades, tais como o amor, a memória, a atenção, a curiosidade, a imitação, a razão etc., de que o homem se vangloria, podem ser encontradas num estado incipiente ou mesmo bem desenvolvido nos animais inferiores.” 
Entretanto, mesmo com diversas semelhanças entre a hermenêutica realizada por ambos os autores, ainda assim é impossível e falso dizer que são diametralmente equivalentes, já que, ao contrário de Darwin, Freud irá fazer uso, também, entre outras coisas, da prática clínica, o que irá conferir ao seu método um seguro grau de especificidade.